# Toulon Saint-Cyr Var Handball
Toulon Saint-Cyr Var Handball, auch Toulon Métropole Var Handball, ist ein französischer Handballverein aus Toulon. Die Damenmannschaft spielt in der höchsten französischen Spielklasse, der Division 1.

## Geschichte
Der Verein entstand im Jahr 2005 aus der Zusammenarbeit der Vereine HOC Saint-Cyr-sur-Mer und Toulon Var Handball; im Jahr 2007 wurden beide Vereine zu Toulon Saint-Cyr Var Handball fusioniert.
Seit der Saison 2008/2009 spielt der Verein in der höchsten französischen Spielklasse, der Division 1. In der Saison 2009/2010 gelang der Gewinn der Meisterschaft. In den Jahren 2011 und 2012 wurde der französische Pokal gewonnen. 2011 stand das Team im Viertelfinale des EHF-Europapokals der Pokalsieger.

## Spielerinnen
Zu den Spielerinnen des Vereins zählten Trine Troelsen, Audrey Deroin, Sophie Herbrecht, Christianne Mwasesa und Mariama Signaté.

## Trainer
Als Trainer wirkten Dominique Deschamps (2005 bis 2006), Gilles Baron (2006 bis 2007), Yann Joannel (2007 bis 2009), Thierry Vincent (2009 bis November 2017), Sandor Rac (November 2017 bis 2020), Laurent Puigségur (2020 bis Februar 2021) und Stéphane Plantin (seit Februar 2021).

## Erfolge
- Französischer Meister 2010
- Französischer Pokalsieger 2011 und 2012